# Vojtěch Tkadlčík
Vojtěch Tkadlčík (8. února 1915 Karlovice – 25. prosince 1997 Olomouc) byl český římskokatolický teolog, kněz, slavista, profesor a děkan Cyrilometodějské teologické fakulty Univerzity Palackého v Olomouci, pronásledovaný v době komunistické totality.

## Životopis
Studoval teologii a filozofii v Olomouci, jeho učiteli byli také Karel Horálek a Jaromír Bělič, především však Josef Vašica, který zřejmě probudil jeho zájem o slavistiku, zejména o staroslověnský jazyk. Po vysvěcení na kněze roku 1938 působil na teologické fakultě v Olomouci až do roku 1950, kdy byl zařazen do farní správy. Doktorátu teologie dosáhl v roce 1948. V letech 1955–1958 byl zbaven státního souhlasu k výkonu duchovenské činnosti. V době obnovy teologické fakulty v Olomouci v letech 1968–1974 na ní znovu působil jako odborný asistent, znovu se na ni vrátil roku 1990 jako její děkan. Byl jmenován apoštolským protonotářem a proboštem olomoucké metropolitní kapituly. Roku 1993 byl jmenován profesorem staroslověnského jazyka a literatury. Zemřel a je pochován v Olomouci.

## Dílo
- Rimskyj misal slověnskym jazykem izvoljenijem Apostolskym za Arcibiskupiju Olomuckuju iskusa dělja izdan. Olomouc 1972.
- Rimskyj misal povelěnijem svjataho vselenskaho senma Vatikanskaho druhaho obnovljen... Olomouc 1992.
- Trojí hlaholské i v Kyjevských listech Slavia, 25, 1956, 200-216.
- Dvě reformy hlaholského písemnictví. Slavia, 32, 1963, 360-366.
- Le moine Chrabr et l´origine de l´écriture slave. Byzantinoslavica, 25, 1964, 75-95 .
- Dvojí hlaholské ch v hlaholici. Slavia, 33, 1964, 182-193.
- Das Napisanije o pravěi věrě, seine ursprüngliche Fassung und sein Autor. In: Das östliche Cristentum, neue Folge. Heft 22: Konstantin – Kyrill aus Thesalonike. Würzburg 1969, 185-209.
- Systém hlaholské abecedy. In: Sludia palaeoslovenica. Sborník k uctění 70. narozenin prof. Dr. J. Kurze. Praha 1971, 357-377.
- Systém cyrilské abecedy. Slavia, 41, 1972, 380-392.
- Cyrilský nápis v Michalovcích. Slavia, 52, 1983, 113-123.
- Das slavische Alphabet bei Chrabr. Byzantinoslavica, 46, 1985, 106-120.
- Slovanská liturgie sv. Petra. Duchovní pastýř, 1977, 13-14, 22-25.
- Byzantský a římský ritus ve slovanské bohoslužbě. Duchovní pastýř, 1988, 209-212.
- K datování hlaholských služeb o sv. Cyrilu a Metoději. Slovo, 27, 1977, 85-128.